# Nekielka

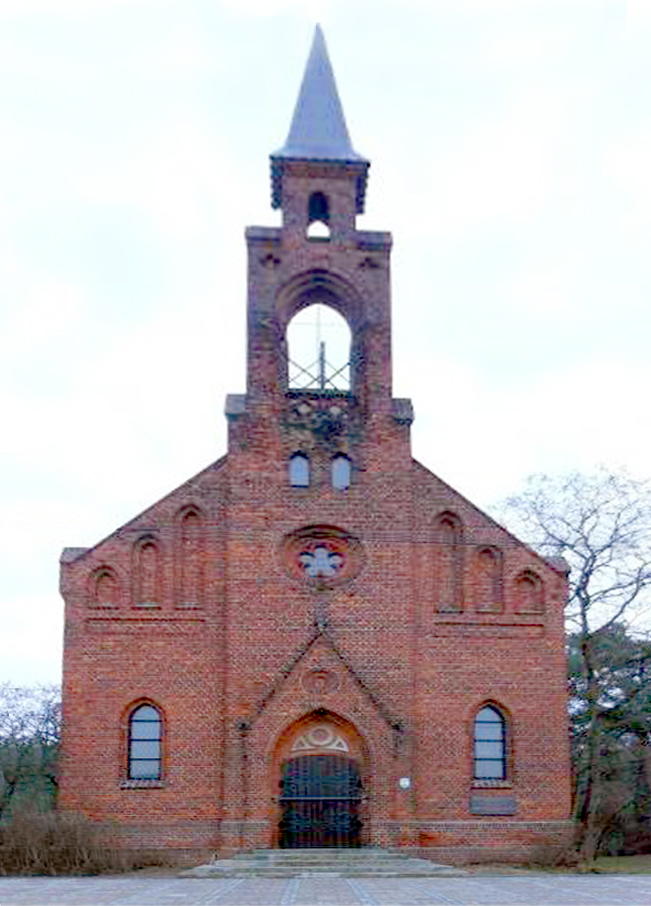
Evangelische Kirche in Nekielka

Nekielka ist ein Dorf in der Gemeinde Nekla, im Powiat Wrzesiński, in der Woiwodschaft Großpolen
16 Kilometer nordwestlich von Września und 32 Kilometer östlich von Poznań. Das Dorf hat 485 Einwohner.

## Geschichte
Der Ort entstand 1749 als eine hauländische Siedlung, sehenswert ist hier die ehemalige evangelische Dorfkirche.